# آفرینش‌گرایی (روح)
آفرینش‌گرایی آموزهای است که توسط برخی مسیحیان وجود دارد مبنی بر اینکه خداوند برای هر بدنی که ایجاد می‌شود یک روح می‌آفریند. دیدگاه‌های جایگزین مسیحی دربارهٔ خاستگاه روح‌ها، سنت‌گرایی و همچنین ایده وجود از پیش روح است. فیلسوفان مکتب‌شناختی (اسکولاستیک) نظریه آفرینش‌گرایی را داشتند.
مارتین لوتر، مانند آگوستین، بلاتکلیف بود، اما لوتریها به‌طور معمول ترادوسین بوده‌اند. جان کالوین طرفدار آفرینش‌گرایی بود.